# Bitwa pod Nitrą
Bitwa pod Nitrą – starcie zbrojne, które miało miejsce w roku 902 w trakcie walk morawsko-węgierskich.  
W roku 902 Arpad zjednoczył wokół siebie znaczną liczbę plemion węgierskich z pomocą których zamierzał uderzyć na Księstwo Nitrzańskie. Władca zebrał 30 000 wojowników przysłanych mu przez siedem plemion madziarskich oraz trzy plemiona chazarskie. Dowództwo nad Chazarami objął najstarszy syn Arpada Levente (Liüntika). Korpus Arpada wzmocniły siły Szabolca z rodu Arpadów oraz Szymona z Kezy, którego zadaniem było zdobycie Nitry. Z kolei siły Szymona wsparli inni książęta Arpada - Zuardu (Szowarda), Cadus (Kadoks) oraz Huba. 
Celem sił Arpada stał się gród Nitra - ważny ośrodek biskupi, w którym władzę sprawował Zubor (Zabor). Księstwo nitrzańskie posiadało wówczas znaczną autonomię w obrębie państwa i było lennem przebywającego wówczas w Niemczech Świętopełka II.
Po przekroczeniu Dunaju korpus Huby podążył w kierunku stolicy księstwa docierając do rzeki Nitry. Węgrzy stanęli nad brzegiem mając po przeciwnej stronie wojska księcia Zubora - lekkozbronych oraz włóczników. Bitwa rozpoczęła się o świcie. Wojska Szowarda, Kadoksa i Huby gwałtownie natarły przez rzekę ze skrzydeł na siły nitrzańskie. W tej sytuacji Słowianie rozpoczęli ucieczkę stając się łatwym celem wojowników węgierskich zasypujących przeciwnika strzałami i uderzających lancami. W trakcie ucieczki do niewoli dostał się ranny Zubor. Po dostaniu się księcia nitrzańskiego do niewoli, w szeregach Słowian wybuchła panika a bitwa zamieniła się w rzeź. Zwycięzcy Węgrzy poprowadzili wówczas Zubora na pobliskie wzgórze (nazwane później wzgórzem Zubora, obecnie Zobor), gdzie na oczach okolicznej ludności książę został powieszony. Następnie zwycięzcy wkroczyli triumfalnie do Nitry. Zwycięstwo pod Nitrą uzmysłowiło Arpadowi, ze możliwe jest zawładnięcie całym krajem w toku jednej kampanii.  